# Вилла Пия
Вилла папы Пия IV (также вилла Пия, казино Пия IV, итал. Villa Pia), (Casino di Pio IV) — здание в Ватиканских садах, построенное антикваром и архитектором Пирро Лигорио в середине XVI в. для римских пап Павла IV и Пия IV как летняя вилла. В настоящее время служит штаб-квартирой Папской академии наук.

## История
Хотя сооружение традиционно носит имя «вилла Пия», Джорджо Вазари указывает, что его строительство было начато ещё в понтификат Павла IV, в апреле 1558 года, и, видимо, было приостановлено через 8 месяцев в связи с финансовыми затруднениями Святого Престола. Строительство было возобновлено вскоре после избрания папой под именем Пия IV Джованни Анджело Медичи, а последние выплаты строителям были сделаны только летом и осенью 1563 года.
Архитектором и автором внешних росписей виллы был антиквар Пирро Лигорио, известный также как инженер и ландшафтный архитектор. К этому моменту он уже прославился как автор изысканной виллы д’Эсте в Тиволи. По первоначальному проекту вилла должна была быть одноэтажной, и второй этаж был добавлен в проект уже при новом папе. Кроме того, вилла была богато декорирована при Пие IV, тогда как изначальные планы Павла IV, как свидетельствует Вазари, были аскетически простыми. О том, что все украшения были поздними дополнениями проекта, свидетельствует и тот факт, что деньги декораторам начали выплачивать только в октябре 1561 года. По-видимому, Лигорио лично проектировал внешнюю отделку здания, на что указывают найденные эскизы, хотя непосредственную работу над мозаиками и стукко вёл некий Рокко Скарпеллино, а позже Рокко де Монтефиасконе, который также оформлял вход и лоджию. Над внутренней отделкой виллы среди прочих трудились художники Федерико Цуккаро и Федерико Бароччи из Урбино, Лоренцо Коста из Мантуи, вместе с Цуккаро оформлявший комнату со сценами из жития Христа, а также представитель флорентийской живописной школы Санти ди Тито. Казино, завершённое вскоре после начала понтификата Пия IV, стало провозвестником целой серии памятников архитектуры и изобразительного искусства, созданных в этот период. При Пие по эскизам Лигорио было завершено строительство внутреннего двора Бельведерского дворца, отреставрированы Сикстинская капелла и несколько римских церквей, оформлены несколько знаменитых залов и комнат Апостольского дворца, проложены новые улицы и укреплены стены Рима, в том числе замка Святого Ангела.
По завершении строительства вилла Пия была богато украшена античными скульптурами, которые приказал затем убрать следующий папа Пий V, заявивший, что не для того стал преемником святого Петра, чтобы терпеть в своём доме идолов. Ещё несколько скульптурных работ — фавны и кариатиды, уже составлявшие оригинальный декор Казино, — были убраны при папе Льве XII. Вилла была перестроена в начале XVIII в. (работами руководил Карло Фонтана). Последняя крупная перестройка состоялась уже в XX веке, когда понтификом Пием XI вилла была передана Папской академии наук. Для целей Академии к Казино было пристроено новое одноэтажное здание, из-за сильного уклона местности соединённое прямо со вторым этажом.

## Современное состояние
Вилла Пия в настоящее время состоит из четырёх отдельных структур — двух павильонов и двух крытых переходов, окружающих овальный внутренний двор. Центр двора занимает фонтан с двумя извергающими воду статуями дельфинов, на которых сидят путти. Вдоль ограды двора протянута каменная скамья, некогда предназначенная для гостей папских пикников и придворных концертов. Внешние стены основного здания украшены гротескными мозаиками и стукко, изображающими сцены из языческой мифологии. Внутренние помещения украшены античными статуями, полы выложены многоцветными плитками из майолики, а сводчатые потолки отделаны фресками и позолоченными стукко на библейские сюжеты, соответствующие программе ранней Контрреформации с её акцентом на торжестве чистого христианского духа и «чистой церкви». Лоджия и главный портик основного здания оформлены в виде искусственных гротов, модных в эпоху строительства Казино, их полы и стены отделаны мелким щебнем, галькой и разноцветными ракушками.

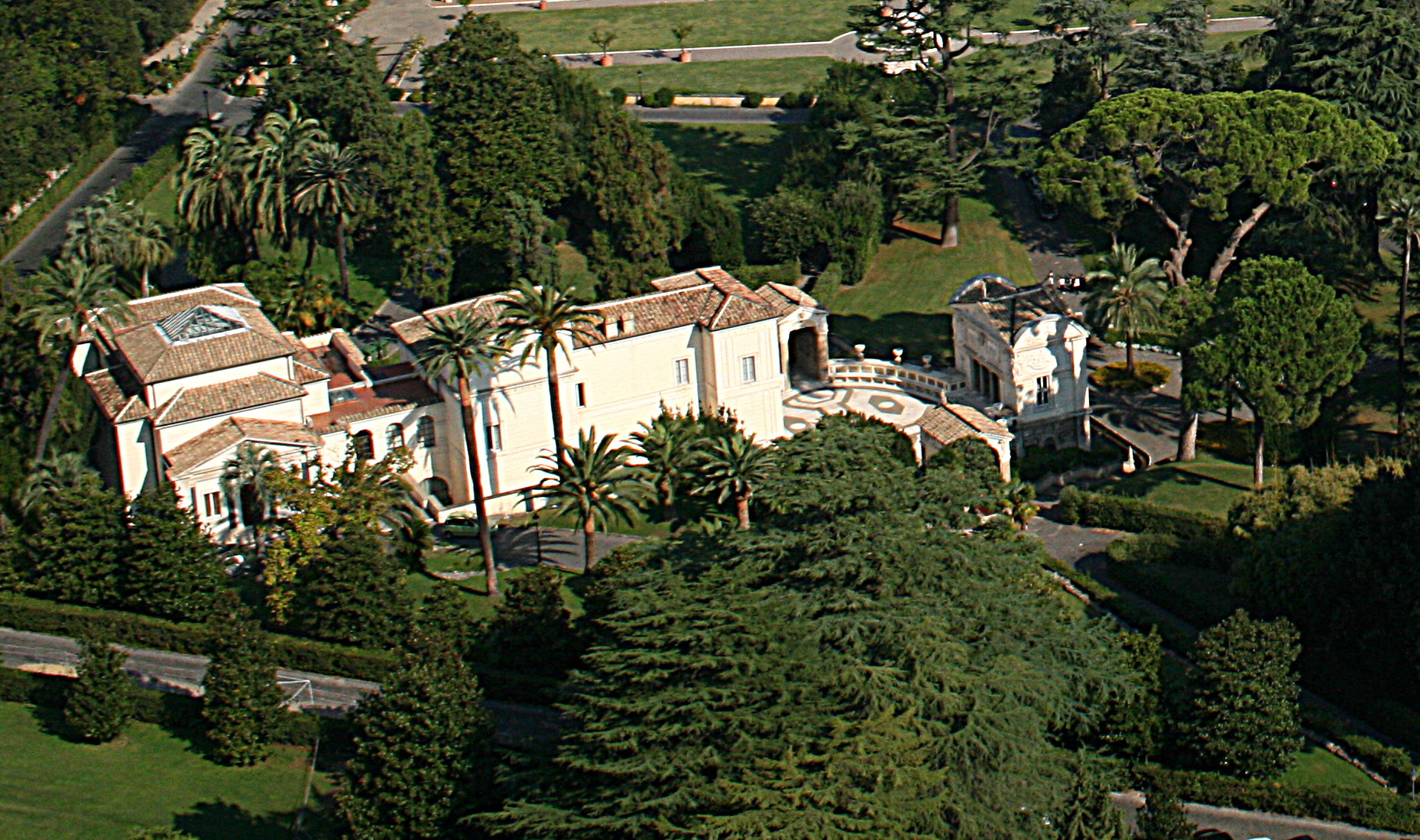
Здание Папской академии наук

Швейцарский историк Якоб Буркхардт назвал Виллу Пия «самым красивым дневным убежищем, созданным современной архитектурой».
Когда папа Пий XI, стремившийся возродить традиции исторической Академии деи Линчеи, передал Казино Папской академии наук, к основному зданию был по проекту архитектора Джузеппе Момо пристроен большой круглый конференц-зал, где проходят ежегодные собрания членов академии.